# Narces de la Sauvetat

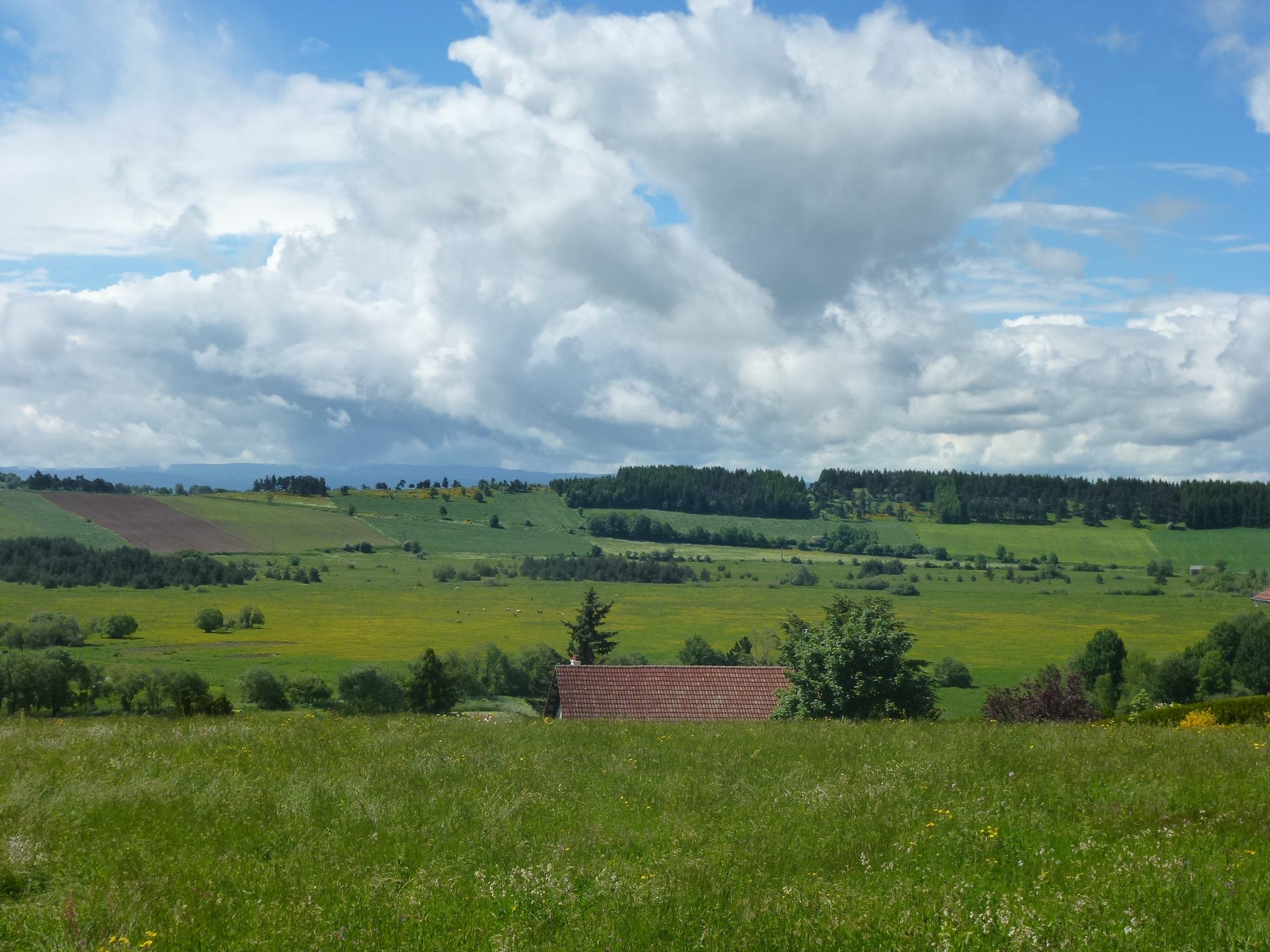
Vue sur les narces.

Les narces de la Sauvetat sont une zone humide située sur le massif du Devès dans le département de la Haute-Loire, en région Auvergne-Rhône-Alpes. 

## Géographie

### Situation
Le site est établi entre 1 059 et 1 092 m d'altitude au bord de la route nationale 88, au sein de la commune de Landos qui en a la propriété. Il est dominé par le sommet du mont Burel qui culmine à 1 227 mètres d'altitude. 
Les narces de la Sauvetat constituent l'un des derniers marais du département. Elles sont inscrites dans un « maar », un cratère volcanique qui s’est formé après avoir eu une succession d’explosions en profondeur.

### Hydrographie
Il s'agit d'une importante réserve en eau et est une des sources du ruisseau des Fouragettes qui alimente la Loire en rive gauche après avoir parcouru 8 km. 

## Écologie
C'est un lieu abritant une grande biodiversité et un patrimoine naturel remarquable particulièrement propice à l'observation des rapaces.

### Faune remarquable
- Busard cendré
- Héron cendré
- Loutre

### Flore remarquable
- Œillet superbe

## Histoire

### Exploitation
Pendant deux décennies, l'homme a utilisé la tourbe dans le cadre d'une exploitation industrielle. 

## Valorisation du patrimoine
Accessible au public depuis 2014, l'aménagement concilie tourisme et respect de l’environnement en intégrant des matériaux adaptés (bois, pouzzolane). Il comprend un parcours de bancs de contemplation, des abris ainsi qu'une mare à portée de mains,.